# Porella lancifolia
Porella lancifolia là một loài rêu trong họ Porellaceae. Loài này được (Stephani) Grolle mô tả khoa học đầu tiên năm 1965.